# Hagryphus
Hagryphus là một chi khủng long, được Zanno & Sampson mô tả khoa học năm 2005.